# Thomas Vogel (Historiker)
Thomas Vogel (* 1959 in Karlsruhe) ist ein deutscher Oberstleutnant außer Dienst und Militärhistoriker. Er war bis 2021 am Zentrum für Militärgeschichte und Sozialwissenschaften der Bundeswehr tätig.

## Leben
Vogel wuchs in Neumarkt in der Oberpfalz auf und trat nach dem Abitur 1978 als Offizieranwärter in die Artillerietruppe der Bundeswehr ein. Ab 1985 studierte er Geschichte und Germanistik und wurde 1994 bei Hubert Mordek an der Albert-Ludwigs-Universität Freiburg im Breisgau mit der Dissertation Fehderecht und Fehdepraxis im Spätmittelalter am Beispiel der Reichsstadt Nürnberg (1404–1438) zum Dr. phil. promoviert.
1997 wurde er wissenschaftlicher Mitarbeiter am Militärgeschichtlichen Forschungsamt (MGFA) in Potsdam. Von 1998 bis 2001 war er Redakteur der Zeitschrift Militärgeschichte und von 2004 bis 2012 der Militärgeschichtlichen Zeitschrift. Von 2005 bis 2010 war er außerdem Bereichsleiter Historische Bildung. ab 2012 leitete er das Projekt „Zweiter Weltkrieg“. 2011 wurde er Mitglied des wissenschaftlichen Beirates der Gedenkstätte Seelower Höhen.

## Schriften (Auswahl)
- Fehderecht und Fehdepraxis im Spätmittelalter am Beispiel der Reichsstadt Nürnberg (1404–1438) (= Freiburger Beiträge zur mittelalterlichen Geschichte. Bd. 11). Lang, Frankfurt am Main u. a. 1998, ISBN 3-631-33100-2.
- (Hrsg.): Aufstand des Gewissens. Militärischer Widerstand gegen Hitler und das NS-Regime 1933 bis 1945. Begleitband zur Wanderausstellung des Militärgeschichtlichen Forschungsamtes. Im Auftrag des Militärgeschichtlichen Forschungsamtes, 5. Auflage, Mittler, Hamburg u. a. 2000, ISBN 3-8132-0708-0.
- (Hrsg.): Wilm Hosenfeld: „Ich versuche jeden zu retten“. Das Leben eines deutschen Offiziers in Briefen und Tagebüchern. Im Auftrag des Militärgeschichtlichen Forschungsamtes, DTV, München 2004, ISBN 3-421-05776-1.
- mit Jörg Echternkamp, Wolfgang Schmidt (Hrsg.): Perspektiven der Militärgeschichte. Raum, Gewalt und Repräsentation in historischer Forschung und Bildung (= Beiträge zur Militärgeschichte. Bd. 67). Im Auftrag des Militärgeschichtlichen Forschungsamtes, Oldenbourg, München 2010, ISBN 978-3-486-58816-3.
- mit Markus Pöhlmann, Harald Potempa (Hrsg.): Der Erste Weltkrieg 1914–1918. Der deutsche Aufmarsch in ein kriegerisches Jahrhundert. Im Auftrag des Militärgeschichtlichen Forschungsamtes, Bucher, München 2014, ISBN 978-3-7658-2033-5.
- Der Zweite Weltkrieg in Italien 1943–1945. Reclam, Stuttgart 2021. (Rezension, Rezension (italienisch))